# El hombre que vino del mar
El hombre que vino del mar (Swept from the Sea en inglés) es una película de 1997 basada en la historia de 1903 "Amy Foster" de Joseph Conrad.
La protagonizan Vincent Pérez, Rachel Weisz, Ian McKellen, Joss Ackland, Kathy Bates y Zoe Wanamaker, dirigida por Beeban Kidron.

## Argumento
Narra la historia de un inmigrante ruso, Yanko Goorall, que comienza un viaje rumbo a Estados Unidos, pero el barco naufraga en las costas de Inglaterra. Perdido y hambriento, sin poder comunicarse al no entender el idioma inglés, conoce a la criada de una granja, Amy Foster (Rachel Weisz), de quien se enamora y este romance es la trama principal de la película.
Yanko Góral es arrastrado a tierra frente a la costa de Cornualles, Inglaterra, después que su barco lleno de emigrantes se hunde en su ruta de navegación hacia Estados Unidos en 1888. Los cuerpos de sus compañeros de pasajeros muertos se reúnen, lavan en tierra y pronto son enterrados en una misa frente a la iglesia del pueblo. Yanko logra sobrevivir y se dirige a la granja Swaffer, donde su aspecto desaliñado asusta a la familia. Amy Foster (Rachel Weisz), sin embargo, no está asustada por el extraño. Amy es una solitaria joven que visita a sus padres en una granja cercana, Mary e Isaac Foster, todos los domingos, a pesar de recibir muy poco amor de ellos. Su aparente padre la llama una "chica rara" que recolecta cosas del mar que se lavan en la orilla y culpa por su escandaloso matrimonio: Mary ya estaba embarazada antes de casarse con él. Amy asiste a Yanko, lo lava, alimenta y cuida en la granja Swaffer. A la mañana siguiente, Yanko es llevado por la gente del pueblo para trabajar como esclavo.
Unos meses más tarde, el Dr. Kennedy (Ian McKellen) y el Sr. Swaffer (Joss Ackland) están jugando al ajedrez en la granja, cuando Yanko se acerca y les muestra a los hombres una serie de brillantes movimientos de ajedrez. El Dr. Kennedy pronto determina que el hombre es más educado y de hecho ruso, el último sobreviviente del naufragio frente a las costas del pueblo. Habiendo ganado el nuevo respeto por el extraño, los Swaffers lo hospedan, comienzan a pagarle por su trabajo, le dan horas normales de trabajo y descanso el domingo. Yanko se entera por el doctor que la señorita Swaffer (Kathy Bates), en la víspera del día de su boda, tuvo un accidente de equitación y se rompió la columna vertebral, quedando en silla de ruedas. El Dr. Kennedy también revela que perdió a su esposa e hijo por el tifus "hace muchas vidas". El afecto paternal del médico por Yanko es evidente en sus reuniones, donde Yanko aprende a hablar inglés y el médico aprende ajedrez. Yanko compra una ropa nueva con el salario ahorrado, lo que le da el coraje de visitar a Amy y pedirle que salga con él.
Cuando el Sr. Swaffer se entera del interés de Yanko en Amy, trata de disuadirlo de iniciar cualquier relación romántica con ella. Los padres de Amy también le piden que se mantenga alejada; su madre le advierte que el amor es "el truco de Dios para las mujeres". Cuando Yanko va a la iglesia para tratar de participar en la misa, encuentra una hostilidad en la congregación del pueblo que lo desconcierta. "Sus ojos son como el vidrio", le dice a Amy, quien lo encuentra en el memorial del obelisco de los muertos del barco naufragado en el mar frente al pueblo. Allí se entera por primera vez lo que le sucedió a sus compañeros de viaje. Para escapar del odio, Amy lleva a Yanko a su cueva secreta llena de tesoros que encontró en la orilla, a los que llama "regalos del mar". Yanko y Amy bailan juntos, y se abrazan en la cueva.
Mientras caminaban de regresa a la granja Swaffer por el pueblo, Yanko es perseguido por el padre de Amy y sus amigos, es golpeado y casi ahogado antes de ser salvado por Amy, quien lo lleva donde el Dr. Kennedy para curar sus heridas y cuida en los próximos días. Mientras tanto, el Dr. Kennedy tiene poca simpatía por Amy, a quien considera una chica "un poco extraña", limitada y "lenta de la mente" pero al final respalda su relación con Yanko. Kennedy reprende al padre y sus amigos malvados por las acciones en el pueblo. El padre de Amy, sin embargo, conserva su odio hacia Amy, su madre revela quién en realidad es su padre, diciendo: "No es una lágrima, lo mal que te concibieron y lo malo que te quedaste".
Después de que alguien prende fuego a la cueva de Amy, la señorita Swaffer indignada por el mal trato a los jóvenes que están bajo su protección, hace arreglos en una vieja casa de campo frente al mar, que es de su propiedad junto a la granja Swaffer, se entregue a Amy y Yanko bajo la sesión de derechos, quienes pronto se casarán en la iglesia. Luego, hacen el amor en la piscina de la cueva, y Yanko dice: "Somos los afortunados", y viven en la granja criando animales, ese año tienen un hijo, que es entregado por el médico. Amy le pide a Yanko que le muestre el mar al niño, y él lo hace, mientras el médico lo mira con aprobación. Sin embargo, la nueva felicidad de Amy pronto se ve interrumpida por los niños de la ciudad que se burlan de ella y la llaman bruja. Cuando Yanko se entera de esto, se enoja y comparte sus sentimientos con el Dr. Kennedy, quien intenta consolarlo. Creyendo que no puede irse porque Amy ha encontrado un hogar en Cornualles, la mayor preocupación de Yanko es por su hijo y su futuro. Yanko le dice al doctor: "Quiero que sea como tú ... Quiero que tenga el aprendizaje de grandes hombres. Quiero que ame el misterio de nuestro universo". El médico se compromete a ayudar a su hijo.
Un día de invierno Yanko se enferma con fiebre. El Dr. Kennedy llega y trata de curarlo, le entrega a Amy un medicamento para dárselo a Yanko, y la insta a que se quede con él mientras el médico continúa sus rondas a otros enfermos. Desafortunadamente, la condición de Yanko empeora y se vuelve delirante al ver una visión de su barco que se hunde. Incapaz de entender lo que está diciendo, Amy no sabe qué hacer, y cuando Yanko pierde el control, Amy huye de la cabaña con el niño en medio de una tormenta en busca de ayuda. Su primera parada es en la casa de la granja de sus padres, pero la madre los rechaza. En el camino, detiene a un vecino y suplica ayuda, pero también es rechazada. Finalmente llega a la casa de la granja de los Swaffers, y la Srta. Swaffer acepta cuidar al bebé, mientras el Sr. Swaffer acompaña a Amy hasta su cabaña de campo frente al mar. Mientras tanto, el Dr. Kennedy regresa a la cabaña y descubre a Yanko tendido en el suelo cerca de la muerte. Poco después, Amy llega y toma a su marido moribundo en sus brazos mientras dice: "No cambiaría nada, mi amor, mi oro; somos los afortunados". 
En las próximas semanas, el Dr. Kennedy se queja a la Srta. Swaffer de que Amy no muestra el dolor apropiado por su difunto esposo. Se pregunta cómo podría borrar la memoria de Yanko de su mente tan fácilmente, pero la señorita Swaffer le recuerda que el médico ha borrado de su memoria a sus propios fantasmas de su esposa e hijo muertos. Poco después, el Dr. Kennedy visita a Amy y se disculpa por haberla maltratado, pide perdón y los dos se abrazan. Amy declara: "Lo amaré hasta el fin del mundo". El Dr. Kennedy concluye su historia a la señorita Swaffer diciendo sobre Yanko: "Él vino al mundo para amar y ser amado por Amy Foster".
- Datos: Q481851